# Biserica „Sfântul Dumitru” din Coșnița
Biserica „Sf. Dumitru” este o biserică amplasată în Coșnița, raionul Dubăsari, Republica Moldova. Este un monument arhitectural de importanță națională inclus în Registrul monumentelor Republicii Moldova ocrotite de stat cu nr. 385 (raionul Dubăsari). Datează din sec. XIX.